# Kwas Tobiasa
Kwas Tobiasa – organiczny związek chemiczny z grupy kwasów naftyloaminosulfonowych. Stosowany jako substrat w reakcjach diazowania, m.in. do otrzymywania barwników azowych (np. czerwieni lakowej).